# Grupo de los Trece
Grupo de los Trece är öar i Chile.   De ligger i regionen Región de Magallanes y de la Antártica Chilena, i den södra delen av landet, 2 300 km söder om huvudstaden Santiago de Chile. Arean är 0,74 kvadratkilometer.
Terrängen på Grupo de los Trece är mycket platt. Öns högsta punkt är 34 meter över havet. Den sträcker sig 1,1 kilometer i nord-sydlig riktning, och 1,0 kilometer i öst-västlig riktning.